# Victor R. B. Oelschläger
Victor R. B. Oelschläger (*1909 - 1993), lexicógrafo e hispanista estadounidense.
Destacó en los estudios lingüísticos y filológicos de la Edad Media; se le deben A Medieval Spanisch Word-List, Madison, Wisconsin, 1940; Poema del Cid in Verse and Prose, New Orleans, 1948; gran número de artículos sobre su especialidad y su colaboración en la edición de la General Estoria: Segunda Parte, de Alfonso X el Sabio, vol. I, publicada conjuntamente por él, Antonio Solalinde y Lloyd Kasten. Fue profesor por muchos años en la Florida State University, de donde se jubiló en 1974.
- Datos: Q2522511